# Københavns klima og miljø
Københavns klima og miljø beskriver de klimatiske og miljømæssige forhold der gælder i København. Klimaet svarer i høj grad til det klima, der er gældende for resten af Danmark med milde vintre og relativt kølige somre. Grundet passage af atlantiske lavtryk er klimaet dog i alle fire årstider ustabilt med skiftende perioder med regn og sol. 
Miljø, natur og dyreliv er meget præget af den omfattende urbanisering og kan bedst sammenlignes med øvrige nordvesteuropæiske byer. Stort set hele området er bebygget med bygninger eller veje og de arealer, som ikke er som parker og søer, er kultiveret af mennesker i større eller mindre grad. Vand, jord og luft er ligeledes påvirket af forurening fra urbaniseringen og industrialiseringen. På alle tre områder fører kommunerne og staten en indsats for at rense op og fremtidssikre med fx vandmiljøplaner og oprensning af giftgrunde. 

## Klima
København ligger i en klimazone præget af golfstrømmens indflydelse. Golfstrømmen bringer varme med sig og gør, at København er ca. 5 grader varmere end byens breddegrad ellers dikterer. Samtidig ligger byen også i et område, hvor atlantiske lavtryk typisk passerer forbi. Dette gør, at vejret i alle fire årstider er relativt ustabilt med skiftende perioder med regn og sol. Generelt er tendensen dog at der er i København som i resten af Danmark er milde vintre og relativt kølige somre.
Nedbør er moderat året igennem med et lille toppunkt fra juni til august. Sne falder primært fra jul til tidligt i marts, men det bliver sjældent liggende længe. Regn i januar og februar er ligeså almindeligt som sne og gennemsnitstemperaturen for disse to vintermåneder ligger lige omkring frysepunktet.
Om vinteren afhænger vejret af, hvilken rute de atlantiske lavtryk tager. Med et stabilt højtryk omkring alperne vil lavtrykkene fra sydvest ofte nå til det sydlige Skandinavien og nordlige Tyskland. I et sådant tilfælde vil temperaturen i København ofte være over frysepunktet både dag og nat. Dette er den mest almindelige situation. Hvis et højtryk har etableret sig i selve Danmark eller mod nordøst i Finland eller Rusland, vil de milde atlantiske vinde fra sydvest være blokeret. Med dette følger, at nordlige eller nordøstlige vinde vil bringe kold polarluft til København, hvilket kan få temperaturen til at falde under frysepunktet. Temperaturen falder dog sjældent til under 5 minusgrader om dagen og 12 minusgrader om natten. 
Foråret kan sammenlignes med det kontinentale Europa, men forsinket omkring en uge grundet det kolde omgivende havvand. På samme måde isolerer vandet om efteråret, så klimaet i København er mildere i lidt længere tid end ellers. I perioden fra midten af oktober til februar kan en eller to storme (eller endda orkaner) optræde. Storme om sommeren er sjældne. 
Sommeren er som de andre årstider en blanding af sydvestlige milde, blæsende og regnbringende lavtrykssystemer og perioder med stabile højtryk, der bringer solrigt og relativt varmt vejr med sig. Forekomsten af kraftige lavtryk, der f.eks. kan forårsage storm forefindes relativt sjældent. I perioden omkring juli falder der gennemsnitligt mest nedbør, op til 57 mm. 
| Vejr for København                                           | Vejr for København | Vejr for København | Vejr for København | Vejr for København | Vejr for København | Vejr for København | Vejr for København | Vejr for København | Vejr for København | Vejr for København | Vejr for København | Vejr for København | Vejr for København |
|                                                              | Jan                | Feb                | Mar                | Apr                | Maj                | Jun                | Jul                | Aug                | Sep                | Okt                | Nov                | Dec                | År                 |
| ------------------------------------------------------------ | ------------------ | ------------------ | ------------------ | ------------------ | ------------------ | ------------------ | ------------------ | ------------------ | ------------------ | ------------------ | ------------------ | ------------------ | ------------------ |
| Gennemsnitlig maks °C                                        | 2                  | 2                  | 5                  | 10                 | 15                 | 19                 | 20                 | 20                 | 17                 | 12                 | 7                  | 4                  | 11,1               |
| Gennemsnitlig min °C                                         | −2                 | −2                 | −1                 | 2                  | 7                  | 11                 | 13                 | 13                 | 10                 | 7                  | 3                  | −1                 | 5                  |
| Gennemsnitlig nedbør mm                                      | 36                 | 24                 | 34                 | 35                 | 40                 | 45                 | 57                 | 55                 | 53                 | 47                 | 52                 | 47                 | 525                |
| Kilde (30. november 2009): World Weather Information Service |                    |                    |                    |                    |                    |                    |                    |                    |                    |                    |                    |                    |                    |

## Natur og dyreliv
Naturen i København er naturligvis kraftigt præget af den omfattende urbanisering. På trods af dette er der også store naturområder, som Valbyparken, Havnebassinet og Utterslev mose, hvor der vokser mange forskellige planter og lever mange dyrearter. Dyre- og plantelivet er selvfølgelig koncentreret omkring naturområderne. Københavns kommune arbejder i disse år med at der skal plantes 100.000 nye træer i kommunen frem mod 2025 og med etableringen af såkaldte lommeparker, der skal sikre at alle borgerne bor nær noget grønt. Mange af søerne og parkerne er fredede.

### Grønne områder
Nogle af de største grønne naturområder i København er Dyrehaven (1.100 ha), Amager Fælled (223 ha), Brøndbyskoven (80 Ha), Valbyparken (64,2 ha), Frederiksberg Have/Søndermarken (64 ha), Fælledparken (58 ha) og , Damhusengen (41 ha), Kongens Have/Østre Anlæg/Botanisk have (ca. 40 Ha), Kløvermarken (40 ha) og Gyngemosen (ca. 30 ha). Derudover kommer en lang række mindre parker, villahaver mm., som både kan være private og offentlige.
Fælledparken, Valbyparken og Søndermarken skifter mellem åbne plejede græsområder og mindre områder med træer og en enkelt sø. I begge områder vokser der næsten udelukkende træer, der er naturligt forekommende i Danmark, som bøg, eg, el og ahorn. Dyrelivet i disse områder er primært mindre dyr som egern og fugle som solsort. Utterslev Mose/Gyngemosen har et rigt varieret fugleliv. Dyrehaven og Amager Fælled er mere vildtvoksende, hvor den store forskel mellem dem er at Dyrehaven primært er opvokset løvskov mens Amager Fælled er mere præget af buske og småtræer.

### Blå områder
Nogle af de største blå naturområder i København er havnebassinet, Utterslev Mose/Gyngemosen/Kirkemosen (221 ha), Søerne (ca. 50 ha), Damhus Sø (46 ha), Gentofte Sø (36 ha) og Stadsgraven (31 ha). De fleste af disse blå områder hænger sammen i det samme vandsystem med åer eller rør. Den primære vandkilde til dette system er Harrestrup Å mod nordvest hvorfra vandet ledes gennem hhv. Utterslev Mose/Emdrup Sø og Damhussøen og fra begge steder videre gennem de indre søer og derfra ud i havnen. De enkelte søers sundhedstilstand påvirkes derfor meget af hvad der sker højere oppe i systemet. Som et eksempel på sammenhængen kan nævnes, at det ikke var muligt at forbedre sundhedstilstanden for de indre søer, før der blev bygget et renseanlæg ved Emdrup Sø i 1999.
Blandt de vigtigste blå områder er Gentofte Sø som rummer mange truede naturtyper og er en af de reneste større søer i Danmark. I området omkring søen vokser bl.a. 8 forskellige arter af orkideer.

## Miljø og forurening
København er anerkendt som en af de mest miljøvenlige byer i verden. Meget af byens miljøsucces kan tilskrives en stærk kommunalpolitik kombineret med en fornuftig national politik. I 1971 etablerede Danmark et miljøministerium og var det første land i verden til at implementere en miljølov i 1973. I 2006 modtog Københavns Kommune European Environmental Management Award. Prisen blev givet for en langvarig indsats inden for helhedsorienteret miljøplanlægning. Det er et mål for Københavns kommune at reducere sin CO2 udledning med 20 % før slutningen af 2015. I 2001 blev der bygget en stor offshore vindmøllefarm lige uden for den københavnske kyst på Middelgrunden. Den producerer omkring 4 % af byens energi. Der findes ligeledes vindmøller ved Avedøre Holme, der producerer omkring 1 % af byens energi, og der er forslag fremme om at placere flere møller ved Nordhavnen, Prøvestenen, Lynetten og Kalvebod Syd.
København blev i 2009 kåret som Europas grønneste by foran Stockholm, Oslo, Wien og Amsterdam i det britiske magasin The Economist.

### Vand
Efter en stor indsats for at forbedre vandkvaliteten i havnen bl.a. med etablering af rensningsanlæg og overløbsbassiner, kan man nu svømme i havnen, og der bliver hvert år arrangeret en svømmekonkurrence i kanalen omkring Christiansborg. Ligeledes er der etableret flere havnebade i den indre havn. Udover en forbedring af vandkvaliteten i havnen er der ligeledes arbejdet på at forbedre vandkvaliteten i byens søer. Gentofte Sø er en af de reneste søer i regionen, og der kan bl.a. findes sjældne orkideer i vådområdet. Furesø var indtil starten af 1900-tallet en af de klareste søer i Nordeuropa, men stor kvælstof- og fosforudledning fra 1900-1975 ødelagde dette. Fra 1975 er der foretaget en række tiltag for at højne vandkvaliteten i søen, som etablering af et grønt rensningsanlæg og et EU-finansieret restaureringsprojekt fra 2003. Københavns indre søer har ligeledes været et stort fokusområde og mange forskellige tiltag er blevet taget for at forbedre vandmiljøet. Så tidligt som 1687 udstedte Frederik 3. et dekret om at der ikke måtte vaskes tøj og vogne i Peblinge Sø, da søen blev brugt som drikkevandsforsyning. I 1999 blev der bygget et renseanlæg ved tilløbet fra Emdrup Sø. Den forbedrede kvalitet af det tilløbende vand har gjort det muligt at lave en genopretning af søernes vandkvalitet gennem biomanipulation.

### Jord
Jorden i Københavns byzone er som udgangspunkt lettere forurenet. Den 1. januar 2008 klassificerede Miljøstyrelsen al byzonejord på dette forureningsniveau. Denne forurening kan fx stamme fra bilers udstødning eller industriens udledning af røg og støv. Forureningen er dog ikke værre end at man med nogle få forholdsregler godt kan dyrke jorden. Derudover er der mange områder i København, hvor der er forurening af højere grad. Dette kan skyldes, at der har ligget forurenende virksomheder på grunden, som farverier eller benzinstationer, at der er deponeret affald eller af andre grunde. Det vurderes, at Region Hovedstaden indeholder 40 % af Danmarks jordforureningsproblemer og over halvdelen af store forureninger, selvom arealet kun udgør 6 % af Danmark og 30 % af befolkningen. Regionen vurderer, at det vil tage mellem 50 og 100 år at fjerne den eksisterende forurening og koste mellem 4 og 6 mia. kr.

### Luft
København oplever lige som andre storbyer problemer med forurening og larm fra biler, busser og lastbiler. Man regner med, at hvert år dør omkring 500 københavnere tidligere end ellers som følge af bilforurening. I 2007 viste en undersøgelse, at den femtedel af Københavns indbyggere, der boede nærmest de mest befærdede gader, havde dobbelt så stor risiko for at dø tidligere end normalt. Partikelforureningen vurderes mange steder at være på størrelse med forureningen i storbyer som Paris og London. En del af grunden til, at der er så høj forurening i København, er, at der ikke er indført regler for at busdriften skal være miljøvenlig, og at der ikke er etableret parkér-og-rejs anlæg ved passende S-togsstationer for at facilitere brugen af offentlig transport. Ligeledes har det ikke været prioriteret at bygge Havnetunnelen og grave H.C. Andersens Boulevard ned på samme måde, som det eksempelvis er gjort i Oslo med én af dens centrale gader. Luftforureningen er dog faldet væsentligt siden 1980'erne.
En del københavnske politikere ønsker dog at begrænse trafikken ved at indføre bompenge, hvilket den tidligere regering ikke ville godkende, under henvisning til at det vil svare til at pålægge bilejerne øgede skatter. Regeringen gav tilladelse til, at der blev etableret en miljøzone, hvor lastbilerne skal have partikelfiltre på. Fra 2008 gælder den for de ældste lastbiler og fra 2010 for alle lastbiler. Regeringen Helle Thorning-Schmidt havde i sit regeringsgrundlag fra oktober 2011 prioriteret etablering af en betalingsring rundt om dele af det centrale København. Der var dog ikke enighed om ringens placering, og planerne mødte politisk modstand, hvorfor betalingsringen blev skrinlagt i februar 2012.